# Lista de presidentes da Assembleia Nacional Francesa
O Presidente da Assembleia Nacional Francesa é o cargo mais alto e dirigente da Assembleia Nacional Francesa, a câmara baixa do Parlamento francês. A Assembleia Nacional foi estabelecida em 1789 pelos Estados Gerais. O atual presidente da Assembleia é Claude Bartolone, do Partido Socialista, eleito em 2012.

## Lista

### Quarta República
| Nº | Nome             | Início do mandato     | Fim do mandato        | Partido |
| -- | ---------------- | --------------------- | --------------------- | ------- |
| 1  | Vincent Auriol   | 3 de dezembro de 1946 | 21 de janeiro de 1947 | SFIO    |
| 2  | Édouard Herriot  | 21 de janeiro de 1947 | 12 de janeiro de 1954 | Radical |
| 3  | André Le Troquer | 12 de janeiro de 1954 | 11 de janeiro de 1955 | SFIO    |
| 4  | Pierre Schneiter | 11 de janeiro de 1955 | 24 de janeiro de 1956 | MRP     |
| 5  | André Le Troquer | 24 de janeiro de 1956 | 9 de dezembro de 1958 | SFIO    |

### Quinta República
| Nº | Nome                  | Início do mandato     | Fim do mandato        | Partido |
| -- | --------------------- | --------------------- | --------------------- | ------- |
| 1  | Jacques Chaban-Delmas | 9 de dezembro de 1958 | 25 de junho de 1969   | UNR     |
| 2  | Achille Peretti       | 25 de junho de 1969   | 2 de abril de 1973    | UDR     |
| 3  | Edgar Faure           | 2 de abril de 1973    | 3 de abril de 1978    | UDR     |
| 4  | Jacques Chaban-Delmas | 3 de abril de 1978    | 2 de julho de 1981    | RPR     |
| 5  | Louis Mermaz          | 2 de julho de 1981    | 2 de abril de 1986    | PS      |
| 6  | Jacques Chaban-Delmas | 2 de abril de 1986    | 23 de junho de 1988   | RPR     |
| 7  | Laurent Fabius        | 23 de junho de 1988   | 22 de janeiro de 1992 | PS      |
| 8  | Henri Emmanuelli      | 22 de janeiro de 1992 | 2 de abril de 1993    | PS      |
| 9  | Philippe Séguin       | 2 de abril de 1993    | 12 de junho de 1997   | RPR     |
| 10 | Laurent Fabius        | 12 de junho de 1997   | 29 de março de 2000   | PS      |
| 11 | Raymond Forni         | 29 de março de 2000   | 25 de junho de 2002   | PS      |
| 12 | Jean-Louis Debré      | 25 de junho de 2002   | 2 de março de 2007    | UMP     |
| 13 | Patrick Ollier        | 7 de março de 2007    | 19 de junho de 2007   | UMP     |
| 14 | Bernard Accoyer       | 26 de junho de 2007   | 19 de junho de 2012   | UMP     |
| 15 | Claude Bartolone      | 26 de junho de 2012   | Incumbente            | PS      |